# Фалез (Нормандия)
Фале́з (фр. Falaise) — коммуна во Франции, находится в регионе Нормандия, департамент Кальвадос, округ Кан, центр одноименного кантона. Расположена в 51 км к югу от Кана. Через территорию коммуны проходит автомагистраль А88.
Население (2018) — 8 086 человек.

## История
В Гибре, ныне являющемся частью Фалеза, поселение существовало со времен Меровингов. В XI веке здесь была построена церковь Нотр-Дам де Гибре, частично сохранившаяся до нашего времени. В это же время Фалез стал административной военной столицей графов Иемуа. Этот титул носил Роберт Дьявол, младший сын герцога Нормандии Ричарда II, который в 1027 году, после смерти старшего брата, сам стал герцогом. При Роберте замок Фалеза стал резиденцией герцогов, здесь же родился будущий Вильгельм I Завоеватель. В 1174 году здесь был заключен Фалезский договор, установивший временное перемирие в войне Англии и Шотландии за Нортамберленд и Камберленд. В 1204 году город без боя сдался королю Филиппу Августу и стал частью Франции.
В августе 1944 года в районе города развернулась Фалезская операция, имевшая решающее значение для успеха Нормандской операции. В результате массированных бомбардировок, предшествовавших штурму Фалеза, город был разрушен на две трети и восстанавливался в послевоенные годы.

## Достопримечательности
- Фалезский замок — резиденция нормандских герцогов, в котором родился Вильгельм Завоеватель. Эта каменная твердыня, старейшая во всей округе, возвышается над берегом Анта, притока Дива[фр.]. Самая высокая башня была достроена в первой половине XV века англичанами.
- Площадь Вильгельма Завоевателя с конной статуей в центре
- Церковь Нотр-Дам де Гибре, старейшая городская церковь, первая постройка XI века
- Церковь Святых Гервасия и Протасия XI-XV веков, сочетание романского стиля и пламенеющей готики; церковь сильно пострадала во время Второй мировой войны и была восстановлена после ее окончания
- Церковь Святого Лаврентия (Saint-Laurent) XII-XVI веков в романском стиле
- Церковь Троицы XIII века
- Старинные фортификационные укрепления и стены замка общей длиной около 2 км
- Шато Ла-Френе XVII века
- Музей военной операции в августе 1944 года

## Экономика
В городе расположена компания Vikings Casinos — филиал Groupe Vikings. Также имеются предприятия пищевой, перерабатывающей промышленности.
Структура занятости населения:
- сельское хозяйство — 0,7 %
- промышленность — 15,9 %
- строительство — 4,7 %
- торговля, транспорт и сфера услуг — 35,5 %
- государственные и муниципальные службы — 43,3 %.

Уровень безработицы (2017) — 16,2 % (Франция в целом —  13,4 %, департамент Кальвадос — 12,5 %).
Среднегодовой доход на 1 человека, евро (2018) — 19 040 (Франция в целом — 21 730, департамент Кальвадос — 21 490).

## Демография
Динамика численности населения, чел.

## Администрация
Пост мэра Фалеза с 2020 года занимает Эрве Монури (Hervé Maunoury). На муниципальных выборах 2020 года возглавляемый им независимый список победил в 1-м туре, получив 51,20 % голосов.
| Период | Период | Фамилия      | Партия                         | Примечания                                                                                    |
| ------ | ------ | ------------ | ------------------------------ | --------------------------------------------------------------------------------------------- |
| 1967   | 1989   | Поль Жерман  | Разные правые                  | врач, член Генерального совета департамента, президент Регионального совета Верхней Нормандии |
| 1989   | 2005   | Клод Летёртр | Союз за французскую демократию | хирург, член Генерального совета департамента, депутат Национального собрания Франции         |
| 2005   | 2020   | Эрик Масе    | Разные правые                  | врач                                                                                          |
| 2020   |        | Эрве Монури  | Разные левые                   | руководитель компании                                                                         |

## Города-побратимы
- Хенли-он-Темс, Англия
- Бад-Нойштадт-ан-дер-Зале, Германия
- Кассино, Италия
- Альма, Канада

## Галерея

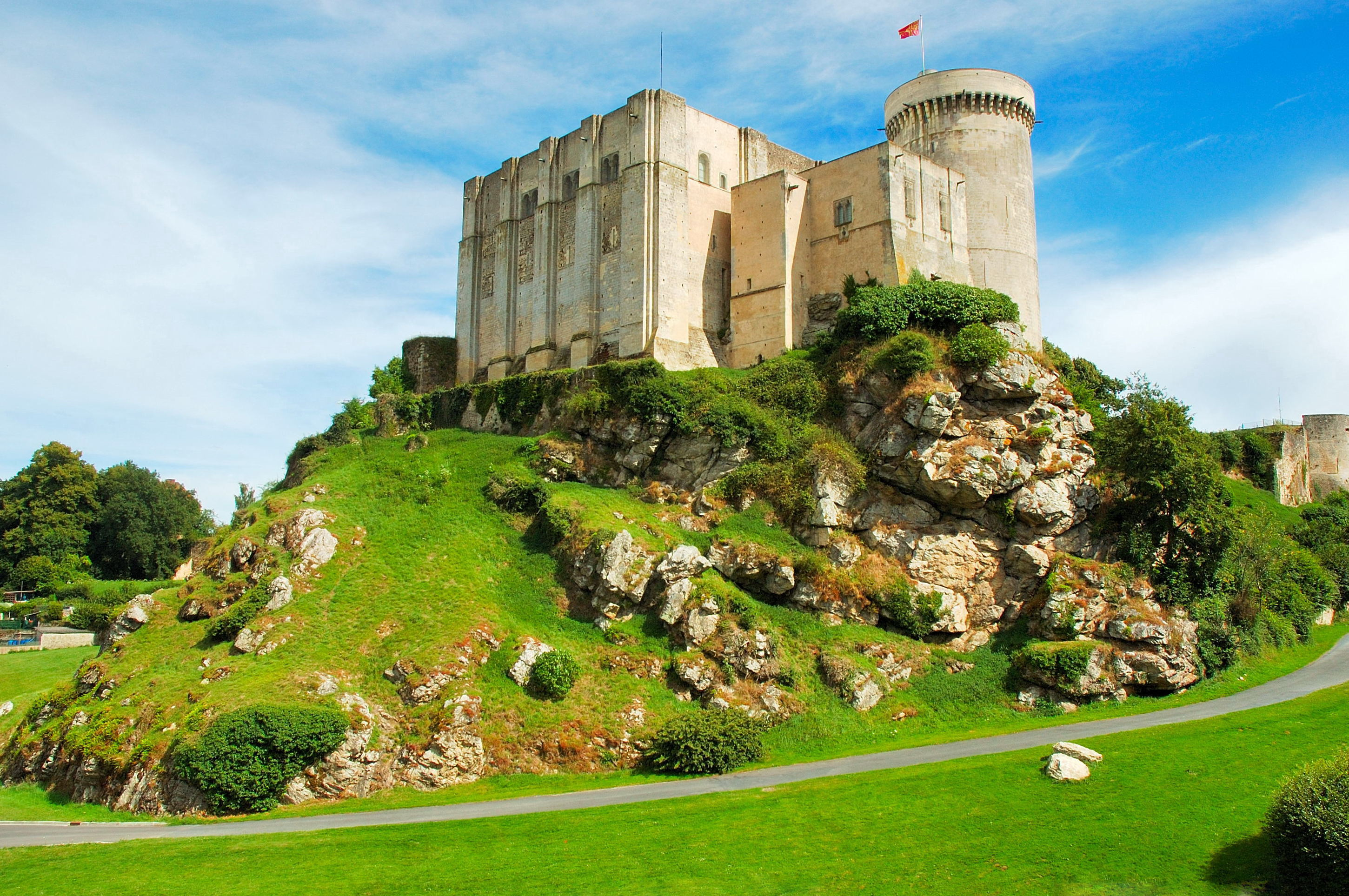
Замок Фалез
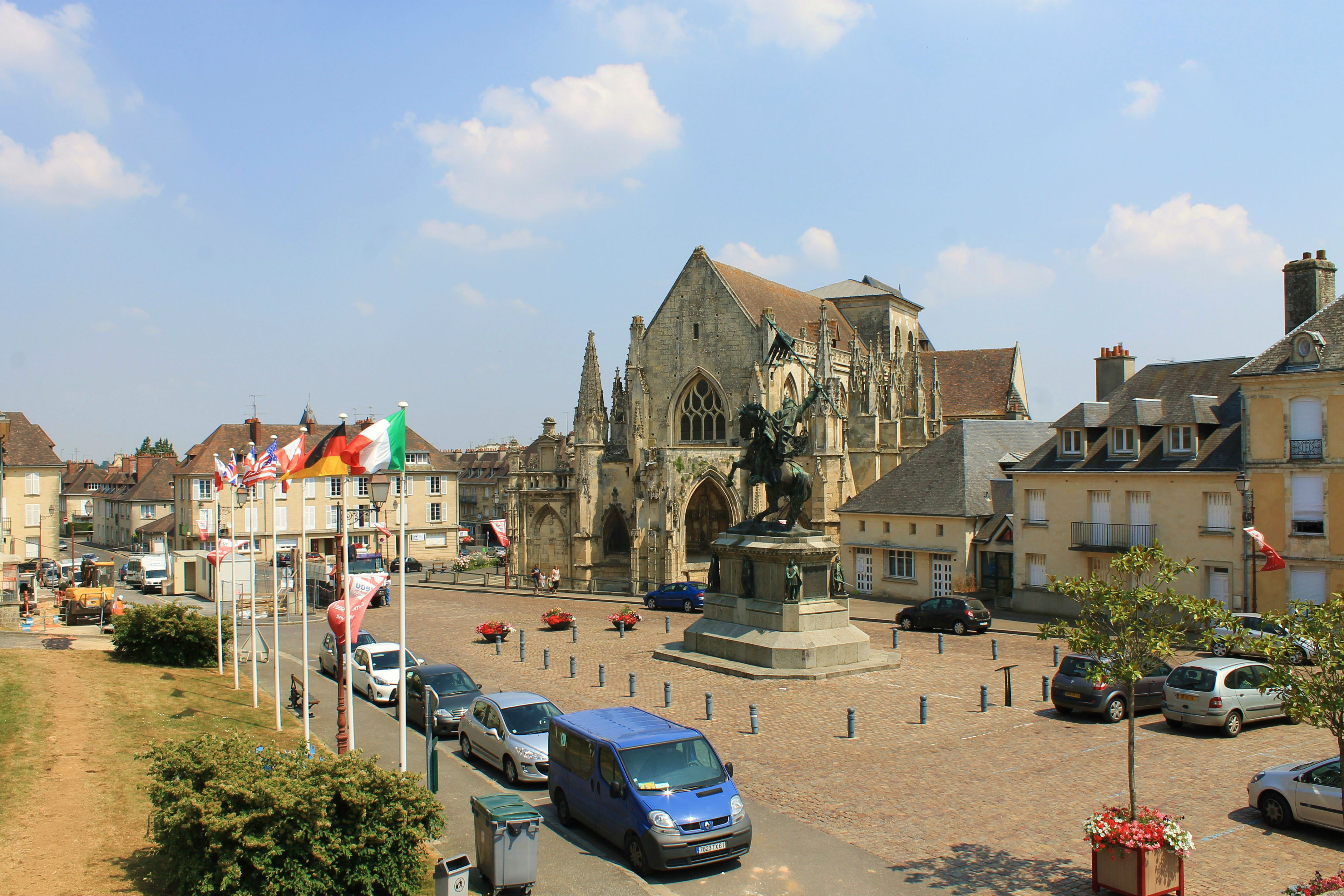
Площадь Вильгельма Завоевателя
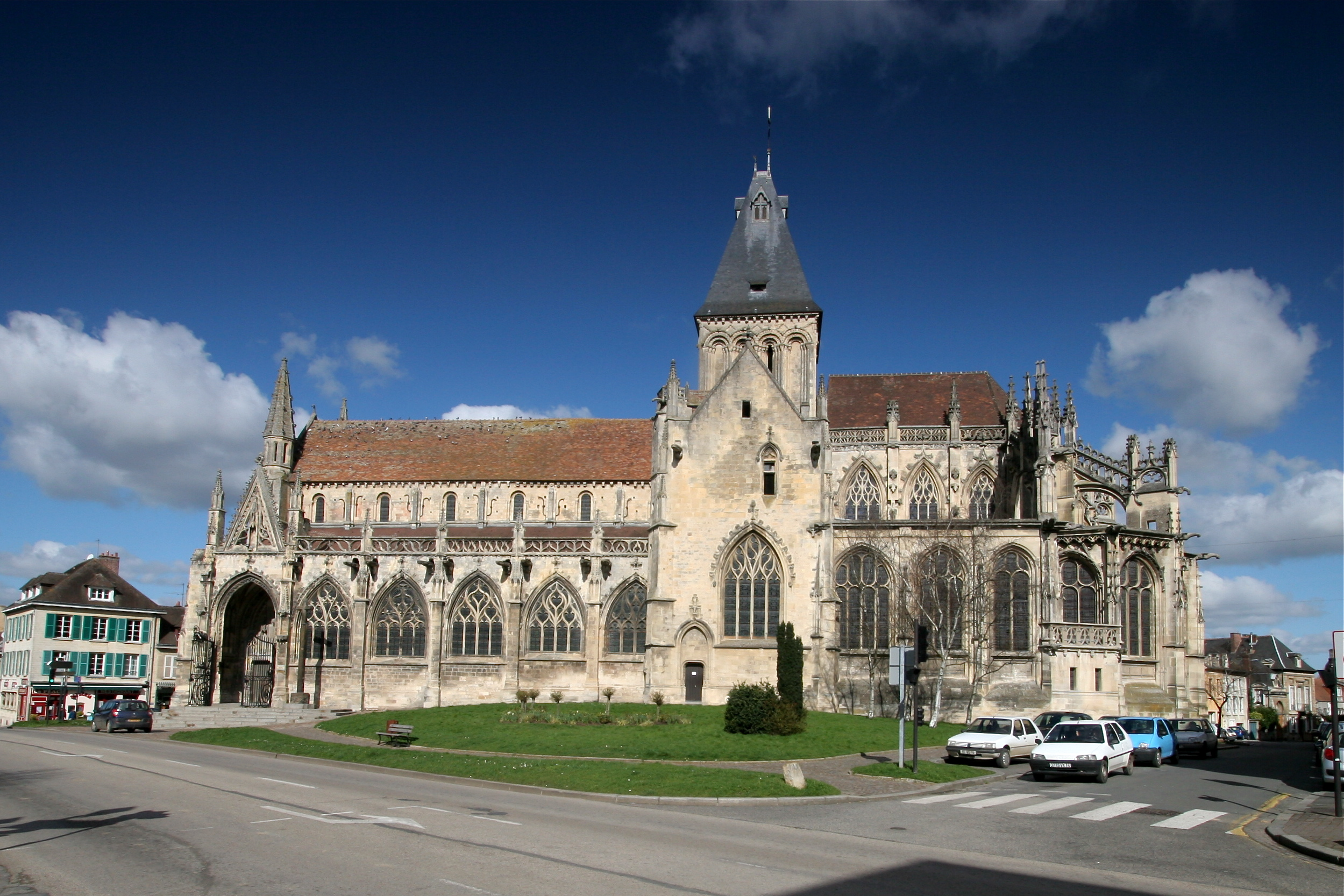
Церковь Святых Гервсия и Протасия
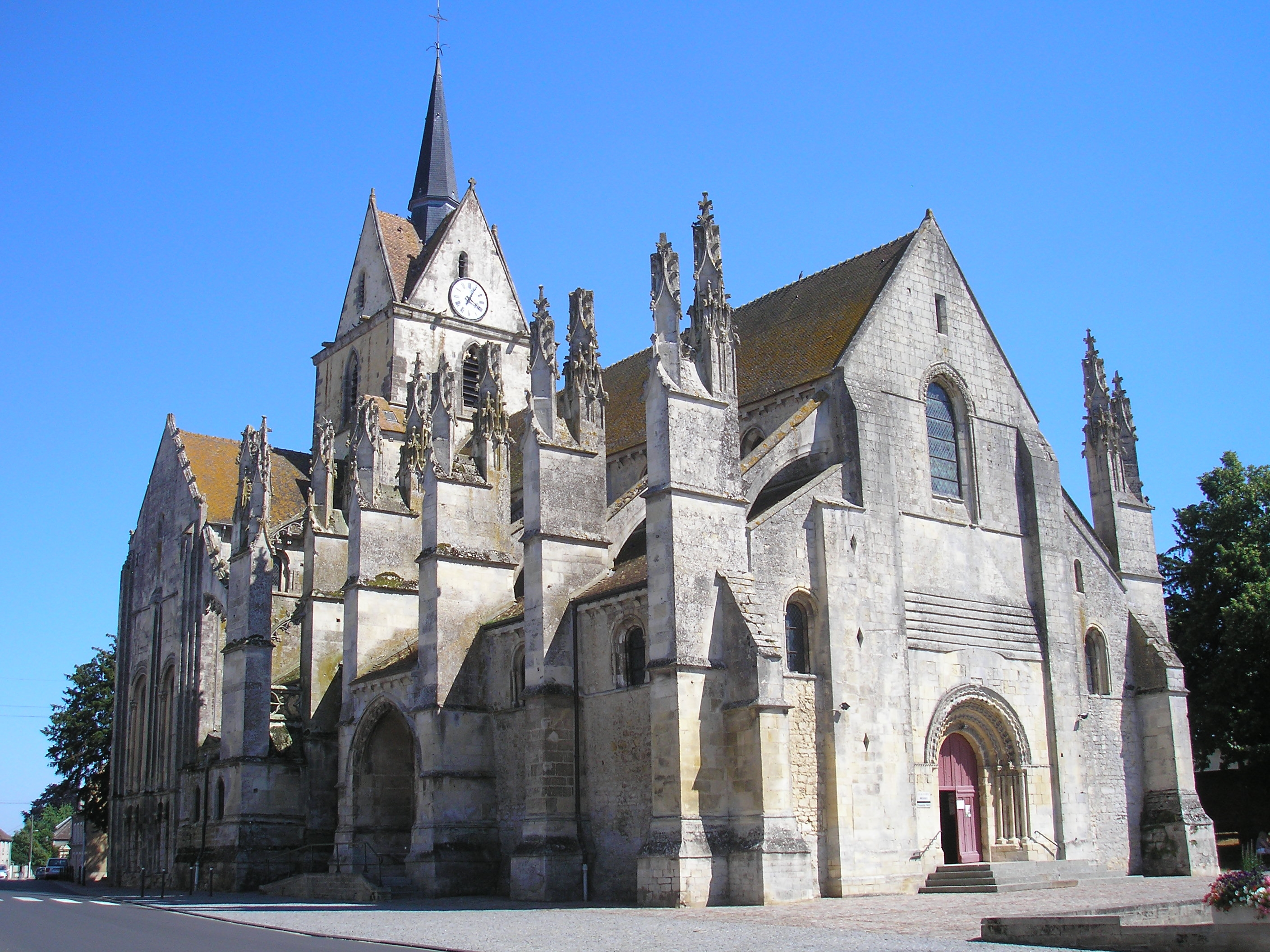
Церковь Нотр-Дам де Гибре
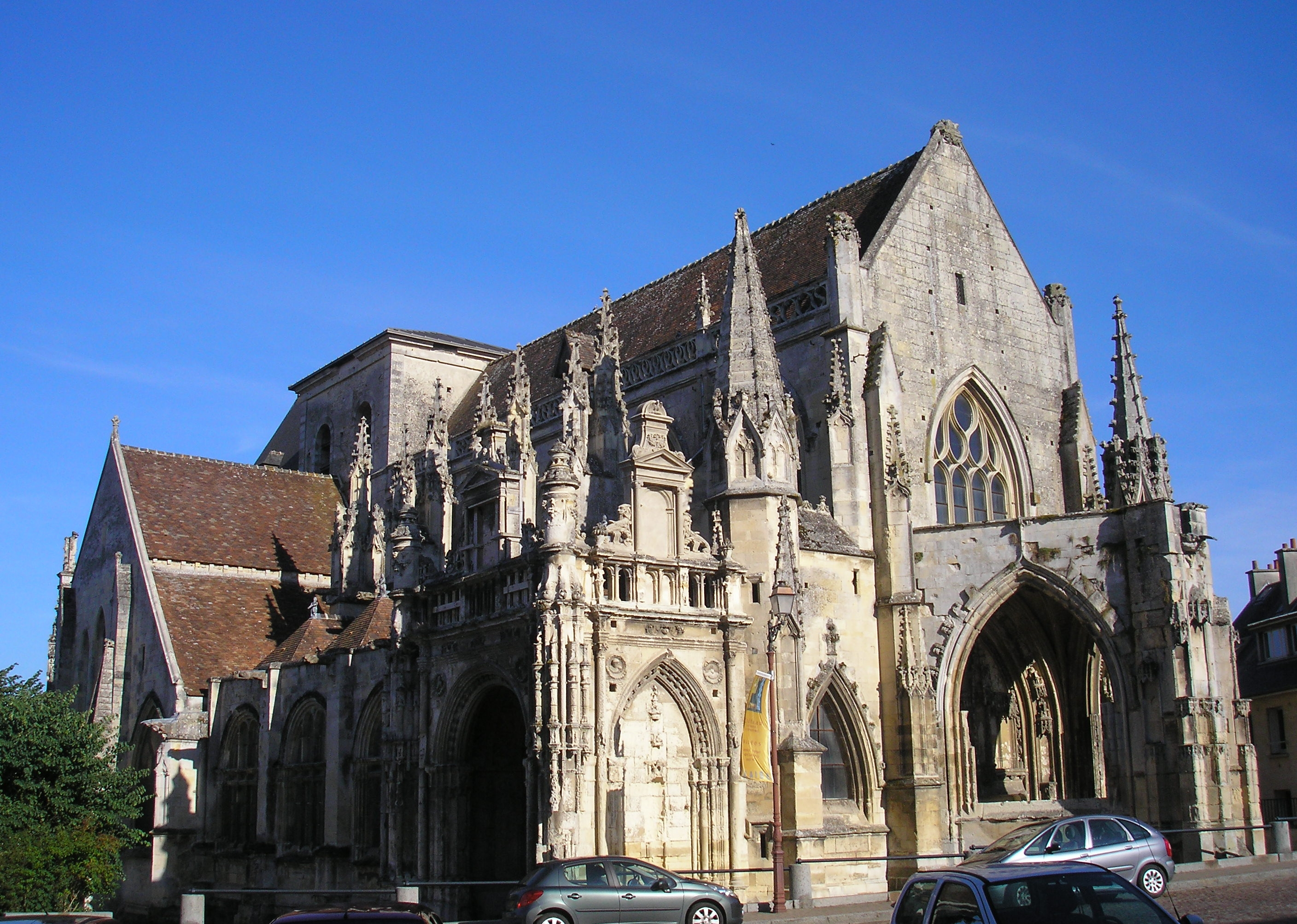
Церковь Троицы
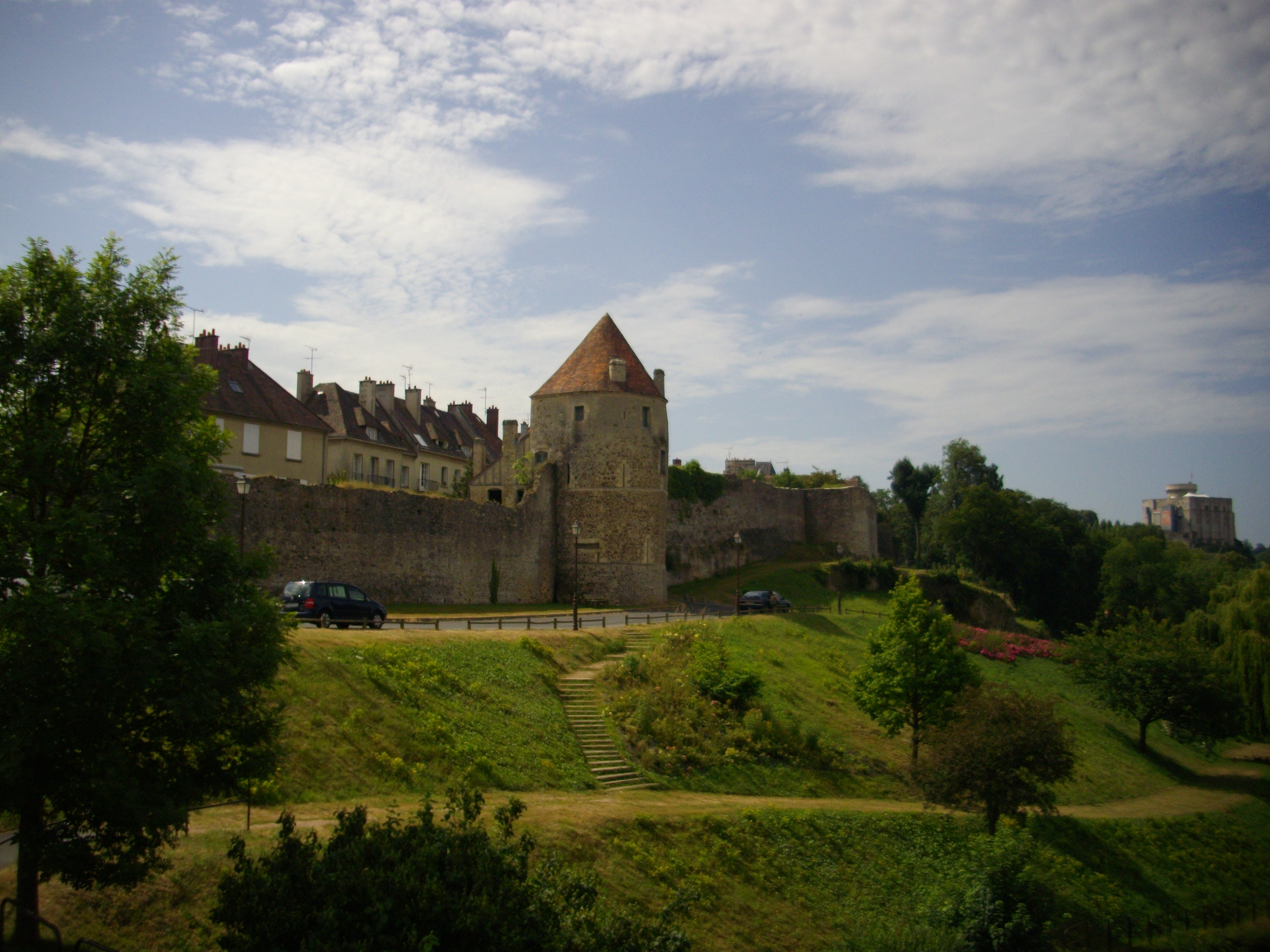
Крепостная стена